# 小行星55637
小行星55637（也可以寫成(55637) 2002 UX25）是在2002年10月30日由太空监视计划發現的一顆大外海王星天體。他的大小類似2002 TX300或伐罗那的尺寸，是一顆经典柯伊伯带天体（QB1天體，KBO）。

## 亮度和顏色
目視星等的變化以14.38或16.78小時為週期 (依據單一或雙重尖峰曲線)。
儘管有著相似的軌道要素，不同於孿生的2002 TX300，它的顏色比伐樓拿偏紅。

## 衛星
已知(55637) 2002 UX25有一顆衛星。

### 衛星
2002 UX25衛星的發現發表在2007年2月22日的IAUC 8812，軌道也已經確定。
衛星被發現時距離主星約0.16角秒，星等相差0.25等。
假設兩者有相同的反照率，則直徑應該是205± 55公里。

## 外部連結
- Orbital simulation Archive.today的存檔，存档日期2012-12-12 from JPL (Java)
- MPEC 2002-V08 （页面存档备份，存于）
- AstDys （页面存档备份，存于） orbital elements
- 2002 UX25 page on johnstonsarchive（页面存档备份，存于）